# Alstroemeria fiebrigiana
Alstroemeria fiebrigiana este o specie de plante monocotiledonate din genul Alstroemeria, familia Alstroemeriaceae, descrisă de Friedrich Fritz Wilhelm Ludwig Kraenzlin. Conform Catalogue of Life specia Alstroemeria fiebrigiana nu are subspecii cunoscute.